# Laura Cíleková
Laura Cíleková (* 11. Oktober 2005) ist eine slowakische Tennisspielerin.

## Karriere
Cíleková spielt bislang vor allem auf ITF Junior Tour und konnte auf der ITF Women’s World Tennis Tour bisher einen Titel im Doppel gewinnen.
2023 erreichte sie im April zusammen mit ihrer Partnerin Ewjalina Laskewitsch das Finale des ITF-Turniers in Kuršumlijska Banja, wo sie gegen Maja Radenkovic und Madelief Hageman ohne Spiel verloren. Im Mai trat sie mit Ela Pláteníková in der Doppelkonkurrenz der Empire Tennis Academy Open an, wo die beiden gegen Emily Appleton und Julia Lohoff mit 1:6 und 2:6 verloren. Im Juli verlor sie mit Partnerin Ingrid Vojčináková in der ersten Runde im Doppel der BMW AHG Cup Horb gegen Alana Parnaby und Ivana Popovic mit 3:6 und 2:6. Im September erreichte sie mit Zuzanna Bednarz das Finale des ITF-Turniers in Scharm asch-Schaich, das die beiden gegen Sandra Samir und Elena-Teodora Cadar mit 1:6 und 4:6 verloren.
2024 erreichte sie im März mit Partnerin Zuzanna Kolonus das Finale beim ITF-Turnier in Scharm asch-Schaich, das sie gegen Gaia Parravicini und Daria Frayman mit 6:0, 3:6 und 8:10 verloren. Im Mai qualifizierte sie sich bei den mit 60.000 US-Dollar dotierten Zagreb Ladies Open für das Hauptfeld im Dameneinzel, verlor aber bereits in der ersten Runde gegen Aljona Falej mit 2:6 und 2:6. Im Juli gewann sie mit Natália Kročková ihren ersten Titel im Doppel in Kuršumlijska Banja.

## Turniersiege

### Doppel
| Nr. | Datum         | Turnier            | Kategorie | Belag | Partnerin        | Finalgegnerinnen                          | Ergebnis         |
| --- | ------------- | ------------------ | --------- | ----- | ---------------- | ----------------------------------------- | ---------------- |
| 1.  | 29. Juni 2024 | Kuršumlijska Banja | ITF W15   | Sand  | Natália Kročková | Wiktorija Borodulina Jekaterina Kasionowa | 6:4, 5:7, [10:3] |